# Babak Horamdin
Babak Horamdin (perz. بابک خرمدین) je bio jedan od glavnih perzijskih vojskovođa za vrijeme općeg iranskog ustanka protiv abasidskog kalifata. Pobuna je početkom 9. stoljeća prvotno izbila u iranskoj regiji Azarbajdžan, a potom se proširila na zapadne i središnje dijelove iranske visoravni. Nakon dva desetljeća žestokih borbi pobuna je ipak ugušena dok je Babaka izdao armenski saveznik koji ga je predao Afšinu, iranskom zapovjedniku u službi kalifa koji ga je proslijedio u Bagdad gdje je pogubljen. Prema podacima muslimanskog povjesničara Tabarija u tim sukobima stradalo je oko 60.000 ljudi. Babaka Horamdina danas se smatra nacionalnim herojem u Iranu, Azerbajdžanu i široj regiji.